# ГЕС Нілум-Джелам
ГЕС Нілум-Джелам — гідроелектростанція на північному сході Пакистану. Використовує ресурс із річки Нілум (Neelum), правої притоки Джелам, яка в свою чергу є правою притокою Чинабу (впадає праворуч до річки Сатледж, лівої притоки Інду).
У межах проекту Нілум перекрили комбінованою греблею висотою 60 та довжиною 160 метрів, яка включає бетонну гравітаційну частину та кам'яно-накидну секцію з глиняним ядром. Вона утримує водосховище об'ємом 8 млн м3, з яких 2,8 млн м3 становить корисний об'єм.
Зі сховища починаються два паралельні тунелі довжиною по 19,6 км з перетином від 52 до 58 м2, які сходяться в один завдовжки 8,9 км з перетином 104 м2. Ця дериваційна система на своєму шляху проходить на глибині кількох сотень метрів під руслом Джеламу та на завершальному етапі переходить у чотири напірні водоводи діаметром по 3,8 метра. В системі також працює вирівнювальний резервуар висотою 341 метр.
Машинний зал споруджений у підземному виконанні і має розміри 137х25 метрів при висоті 47 метрів, а доступ до нього здійснюється через тунель довжиною 0,76 км з перетином 58 м2. Для розміщення трансформаторного обладнання призначене інше підземне приміщення розмірами 161х16 метрів та висотою 20 метрів.
Основне обладнання станції становлять чотири турбіни типу Френсіс потужністю по 242,3 МВт, які використовують напір у 420 метрів та забезпечують виробництво 5150 млн кВт-год електроенергії на рік.
Відпрацьована вода транспортується до Джеламу по відвідному тунелю довжиною 3,6 км з перетином 99 м2.
Видача продукції відбувається по ЛЕП, розрахованій на роботу під напругою 500 кВ.